# Bodafors
Bodafors est une localité de Suède située dans la commune de Nässjö du comté de Jönköping. Elle couvre une superficie de 2,54 km2. En 2010, elle compte 1 886 habitants.